# Festival international du film de Karlovy Vary 2018
Le Festival international du film de Karlovy Vary 2018, 53e édition du festival, s'est déroulé du 29 juin au 7 juillet 2018.

## Déroulement et faits marquants
Le 28 mai 2018, la sélection officielle en compétition est dévoilée. La cérémonie d'ouverture du festival rend hommage au réalisateur Miloš Forman récemment décédé, et à l'acteur Tim Robbins qui reçoit un prix pour sa carrière.
Le 7 juillet 2018, le palmarès est dévoilé : c'est le film roumain Peu m'importe si l'Histoire nous considère comme des barbares de Radu Jude qui remporte le Globe de cristal.

## Jury[4]
- Mark Cousins (président du jury) : réalisateur
- Zrinka Cvitešić : actrice
- Marta Donzelli : productrice
- Zdeněk Holý : journaliste, producteur
- Nanouk Leopold : réalisatrice

## Sélection

### Sélection officielle - en compétition
- Brothers d'Ömür Atay  Turquie
- Domestique d'Adam Sedlák  République tchèque
- La Disparition des lucioles de Sébastien Pilote  Canada
- History of Love de Sonja Prosenc  Slovénie
- Peu m'importe si l'Histoire nous considère comme des barbares (Îmi este indiferent daca în istorie vom intra ca barbari) de Radu Jude  Roumanie
- Jumpman (Подбросы) d'Ivan Ivanovitch Tverdovski  Russie
- Miriam Lies de Natalia Cabral et Oriol Estrada  République dominicaine  Espagne
- Panic Attack de Paweł Maślona  Pologne
- Redemption de Joseph Madmony  Israël
- Sueño Florianópolis d'Ana Katz  Argentine
- To The Night de Peter Brunner  République tchèque
- Winter Flies (Všechno bude) d'Olmo Omerzu  République tchèque  Slovénie  Pologne  Slovaquie

### Hors compétition
- My Friend A (友罪, Yûzai) de Takahisa Zeze  Japon
- Support the Girls d'Andrew Bujalski  États-Unis
- Trash on Mars de Benjamin Tuček  République tchèque

### East of West - en compétition
- Amir de Nima Eghlima  Iran
- Bear with Us de Tomáš Pavlíček  République tchèque
- Blossom Valley de László Csuja  Hongrie
- Breathing Into Marble de Giedrė Beinoriūtė   Lituanie
- Crystal Swan de Daria Jouk  Biélorussie
- Deep Rivers, Les Rivières profondes, de Vladimir Bitokov  Russie
- Moments de Beata Parkanová  République tchèque
- Pause de Tonia Mishiali  Chypre  Grèce
- Suleiman Mountain d'Elizaveta Stishova  Russie
- Via Carpatia de Klara Kochańska et Kasper Bajon  Pologne  République tchèque  Macédoine
- Volcano de Roman Bondarchuk  Ukraine
- 53 Wars de Edon Rizvanolli  Pologne

### Horizons
- Les Oiseaux de passage de Ciro Guerra et Cristina Gallego  Colombie
- BlacKkKlansman de Spike Lee  États-Unis
- Burning de Lee Chang-dong  Corée du Sud
- Cold War de Paweł Pawlikowski  Pologne
- Damsel de David Zellner et Nathan Zellner  États-Unis
- Ma fille de Laura Bispuri  Italie
- Weldi de Mohamed Ben Attia  Tunisie
- Dovlatov d'Alexeï Guerman Jr  Russie
- Euforia de Valeria Golino  Italie
- Everybody Knows d'Asghar Farhadi  Espagne
- Girl de Lukas Dhont  Belgique
- Les Bonnes Manières de Marco Dutra et Juliana Rojas  Brésil
- Heureux comme Lazzaro d'Alice Rohrwacher  Italie
- Hostiles de Scott Cooper  États-Unis
- Saison de chasse (Temporada de Caza) de Natalia Garagiola  Argentine
- Leave No Trace de Debra Granik  États-Unis
- Loveling (Benzinho) de Gustavo Passos Pizzi  Brésil
- Troppa grazia de Gianni Zanasi  Italie
- L'Homme qui tua Don Quichotte de Terry Gilliam
- Come as You Are (The Miseducation of Cameron Post) de Desiree Akhavan  États-Unis
- Musée (Museo) d'Alonso Ruizpalacios  Mexique
- Nico, 1988 de Susanna Nicchiarelli  Italie  Belgique
- The Parting Glass de Stephen Moyer  États-Unis
- Une affaire personnelle (Una questione privata) des Frères Taviani  Italie
- River's Edge d'Isao Yukisada  Japon
- Season of the Devil de Lav Diaz  Philippines
- L'Été (Лето) de Kirill Serebrennikov  Russie
- Sweet Country de Warwick Thornton  Australie
- Les Confins du monde de Guillaume Nicloux  France
- Touch Me Not (Nu mă atinge-mă) d'Adina Pintilie  Roumanie
- Utøya 22. juli d'Erik Poppe  Norvège
- Wajib d'Annemarie Jacir  Palestine
- Wildlife : Une saison ardente de Paul Dano  États-Unis
- Le Poirier sauvage de Nuri Bilge Ceylan  Turquie
- Le monde est à toi de Romain Gavras  France
- Zama de Lucrecia Martel  Argentine
- Trois visages de Jafar Panahi  Iran

### Futures images: dix nouveaux cinéastes à suivre
- Valet noir de Lora Mure-Ravaud  Suisse
- Clean (Čistoća) de Neven Samardžić  Bosnie-Herzégovine
- Dialect de David Gurgulia  Géorgie
- Le Légionnaire de Hleb Papou  Italie
- Marica de Judita Gamulin  Italie
- Regained Memory de Stijn Bouma  Croatie
- Sweet Home Czyżewo de Jakub Radej  Bosnie-Herzégovine
- Warm Comedy about Depression, Madness and Unfulfilled Dreams de Michal Ďuriš  Slovaquie
- Where the Summer Goes (chapters on youth) de David Pinheiro Vicente  Portugal
- 1981 de Dawid Ullgren  Suède

### Films tchèques 2017–2018
- Dukla 61 de David Ondříček
- Insect (Hmyz) de Jan Švankmajer
- The Interpreter (Tlumočník) de Martin Šulík
- Laika (Lajka) d'Aurel Klimt
- Markéta Wants Her Bag (Markéta chce taštičku) de Miroslav Janek
- Nothing Like Before (Nic jako dřív) de Klára Tasovská et Lukáš Kokeš
- Scalamare de Jiří Kylián
- Short Cut (Na krátko) de Jakub Šmíd
- Universum Brdečka de Miroslav Janek
- When the War Comes (Až přijde válka) de Jan Gebert

### Made in Texas: Hommage à la Austin Film Society
- Computer Chess d'Andrew Bujalski
- Death of a Rock Star de Tom Huckabee et Will Van Overbeek
- Dried Meat de Jazmin Diaz
- El Mariachi de Robert Rodriguez
- Fair Sisters de Missy Boswell, Edward Lowry et Louis Black
- Invasion of the Aluminum People de David Boone
- Kid-Thing de David Zellner
- Last Night at the Alamo de Eagle Pennell
- Leonardo, Jr. de Lorrie Oshatz
- Mask of Sarnath de Neil Ruttenberg
- Pioneer de David Lowery
- The Rabbit Hunt de Patrick Bresnan
- Rat Pack Rat de Todd Rohal
- Skunk d'Annie Silverstein
- Slacker de Richard Linklater
- The Slow Business of Going de Athina Rachel Tsangari
- Somebody Up There Likes Me de Bob Byington
- Speed of Light de Brian Hansen
- Take Shelter de Jeff Nichols
- The Unforeseen de Laura Dunn
- 1985 de Yen Tan

## Palmarès

### Sélection officielle
- Globe de cristal du Festival de Karlovy Vary : Peu m'importe si l'Histoire nous considère comme des barbares de Radu Jude.
- Prix spécial du jury : Sueño Florianópolis d'Ana Katz.
- Prix du meilleur réalisateur : Olmo Omerzu pour Winter Flies.
- Prix de la meilleure actrice : Mercedes Morán pour son rôle dans Sueño Florianópolis.
- Prix du meilleur acteur : Moshe Folkenflik pour son rôle dans Redemption.
- Mention spéciale du jury : Jumpman d'Ivan Ivanovitch Tverdovski et History of Love de Sonja Prosenc.

### East of West
- Meilleur film : Suleiman Mountain d'Elizaveta Stishova.
- Prix spécial du jury : Blossom Valley de László Csuja.